# Atletisme als Jocs Olímpics d'Estiu de 1912 - salt d'alçada aturat masculí
El salt d'alçada aturat masculí va ser una de les proves del programa d'atletisme disputades durant els Jocs Olímpics d'Estocolm de 1912. Aquesta va ser la quarta i darrera vegada que es disputava aquesta competició. La prova es va disputar entre el dissabte 13 de juliol i hi van prendre part 18 atletes procedents de 9 nacions diferents.
Ray Ewry, que havia guanyat les tres edicions precedents d'aquesta competició, no va prendre part en els Jocs de 1912. El medallista de plata el 1908, Konstandinos Tsiklitiras fou tercer. Platt Adams, cinquè classificat quatre anys abans, guanyà la prova, mentre Benjamin Adams acabà segon. Els tres mateixos medallistes també guanyaren una medalla en la prova de salt de llargada aturat, tot i que diferent ordre.

## Medallistes
| Or                | Plata                | Bronze                         |
| Platt Adams (USA) | Benjamin Adams (USA) | Konstandinos Tsiklitiras (GRE) |

## Resultats
| Pos. | Atleta                         | Ronda preliminar | Ronda preliminar | Ronda preliminar | Ronda preliminar | Ronda preliminar | Ronda preliminar | Ronda preliminar | Final | Final | Final | Final | Final | Final | Final | Final | Millor salt |
| Pos. | Atleta                         | 1.30             | 1.35             | 1.40             | 1.45             | 1.48             | 1.50             | Qual.            | 1.30  | 1.40  | 1.45  | 1.50  | 1.55  | 1.60  | 1.63  | 1.66  | Millor salt |
| ---- | ------------------------------ | ---------------- | ---------------- | ---------------- | ---------------- | ---------------- | ---------------- | ---------------- | ----- | ----- | ----- | ----- | ----- | ----- | ----- | ----- | ----------- |
|      | Platt Adams (USA)              | O                | O                | O                | O                | O                | O                | QF               | O     | O     | O     | O     | O     | XO    | O     | XXX   | 1.63        |
|      | Benjamin Adams (USA)           | O                | O                | O                | O                | ---              | O                | QF               | O     | O     | O     | O     | O     | O     | XXX   | ---   | 1.60        |
|      | Konstandinos Tsiklitiras (GRE) | O                | O                | O                | O                | ---              | O                | QF               | O     | O     | O     | XO    | XO    | XXX   | ---   | ---   | 1.55        |
| 4    | Edvard Möller (SWE)            | O                | O                | O                | O                | ---              | O                | QF               | O     | O     | O     | O     | XXX   | ---   | ---   | ---   | 1.50        |
| 4    | Leo Goehring (USA)             | O                | O                | O                | XXO              | ---              | XO               | QF               | O     | XO    | O     | O     | XXX   | ---   | ---   | ---   | 1.50        |
| 4    | Richard Byrd (USA)             | O                | O                | O                | O                | ---              | XXO              | QF               | O     | O     | O     | XO    | XXX   | ---   | ---   | ---   | 1.50        |
|      |                                |                  |                  |                  |                  |                  |                  |                  |       |       |       |       |       |       |       |       |             |
| 7    | Forest Fletcher (USA)          | O                | O                | O                | O                | ---              | XXX              |                  |       |       |       |       |       |       |       |       | 1.45        |
| 7    | Rudolf Smedmark (SWE)          | O                | O                | O                | O                | ---              | XXX              | 1.45             |       |       |       |       |       |       |       |       |             |
| 7    | Frank Belote (USA)             | O                | O                | XXO              | O                | ---              | XXX              | 1.45             |       |       |       |       |       |       |       |       |             |
| 7    | Géo André (FRA)                | ---              | O                | XO               | XO               | ---              | XXX              | 1.45             |       |       |       |       |       |       |       |       |             |
| 7    | Leif Ekman (SWE)               | O                | O                | O                | XXO              | ---              | XXX              | 1.45             |       |       |       |       |       |       |       |       |             |
| 7    | Karl Bergh (SWE)               | O                | O                | O                | XXO              | XXX              | ---              | 1.45             |       |       |       |       |       |       |       |       |             |
| 13   | Rodolfo Hammersley (CHI)       | O                | O                | O                | XXX              | ---              | ---              | 1.40             |       |       |       |       |       |       |       |       |             |
| 13   | Alfred Schwarz (RUS)           | O                | O                | O                | XXX              | ---              | ---              | 1.40             |       |       |       |       |       |       |       |       |             |
| 13   | Birger Brodtkorb (NOR)         | XO               | XO               | XO               | XXX              | ---              | ---              | 1.40             |       |       |       |       |       |       |       |       |             |
| 16   | Benjamin Howard Baker (GBR)    | XO               | O                | XXX              | ---              | ---              | ---              | 1.35             |       |       |       |       |       |       |       |       |             |
| 17   | Helmer Måhl (SWE)              | O                | ---              | ---              | ---              | ---              | ---              | 1.30             |       |       |       |       |       |       |       |       |             |
| 18   | Andor Horvag (HUN)             | ---              | XXX              | ---              | ---              | ---              | ---              | Cap              |       |       |       |       |       |       |       |       |             |

|  |  |